# Пильшине (присілок)
Пильшине (рос. Пильшино) — присілок в Вигоницькому районі Брянської області Російської Федерації.
Населення становить 42 особи. Входить до складу муніципального утворення Красносельське сільське поселення.

## Історія
Від 2005 року входить до складу муніципального утворення Красносельське сільське поселення.

## Населення
| 2010 | 2013 |
| ---- | ---- |
| 43   | ↘42  |